# Carl Schuricht

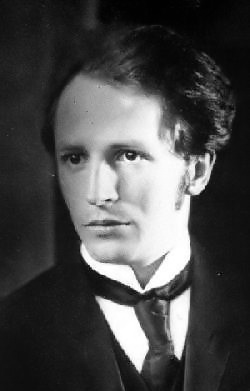
Carl Schuricht, omstreeks 1910

Carl Adolph Schuricht (Gdańsk, 3 juli 1880 - Corseaux, 7 januari 1967) was een Duitse dirigent.

## Levensloop

### Jeugd
Schuricht werd geboren in Danzig (nu Gdańsk), dat toen tot het Duitse rijk behoorde, uit een familie van orgelbouwers. Zijn vader heeft hij nooit gekend, want die verdronk voor zijn geboorte doordat hij een vriend wilde redden. Carl studeerde al vroeg piano en viool en begon als elfjarige te componeren. Met zijn moeder woonde hij achtereenvolgens in Berlijn en Wiesbaden, waar hij zijn muziekstudies voortzette. In 1900 werd hij koorrepetitor bij het Stadttheater in Mainz.
Twee jaar later keerde hij terug naar Berlijn om piano te studeren bij Ernst Rudorff en compositie bij Engelbert Humperdinck. Vervolgens studeerde hij bij Max Reger aan de Felix Mendelssohnschool voor Muziek en Theater in Leipzig. Inmiddels verschenen van hem kamermuziek en liederen in druk. In deze periode begon hij ook te dirigeren. Hij reisde door Europa om de grote dirigenten aan het werk te zien, onder wie Arthur Nikisch, Felix Weingartner, Hans Richter, Karl Muck en Gustav Mahler.

### Dirigent
In 1909 werd Schuricht dirigent van de Rühlscher Oratorienverein in Frankfurt am Main en twee jaar later volgde zijn benoeming bij het stedelijk orkest van Wiesbaden, dat onder zijn leiding een centrum van moderne muziek werd. Hij bleef daar dirigent tot 1944 en zette zich in het bijzonder in voor de muziek van Mahler, totdat die door de nazi's als "Entartete Kunst" werd verboden. Buiten Duitsland bleef hij Mahler dirigeren. Tijdens zo'n concert in oktober 1939 met het Concertgebouworkest in het Amsterdamse Concertgebouw deed zich een incident voor. Hij dirigeerde Mahlers Das Lied von der Erde, toen een vrouw door de zaal schreeuwde: "Deutschland über alles, Herr Schuricht!". Wie zij was, en of het ging om bijval of protest, is nooit duidelijk geworden.
Schuricht combineerde zijn werkzaamheden in Wiesbaden met vele engagementen elders. Zo leidde hij van 1930 tot 1939 de zomerconcerten van het Residentie Orkest in het Scheveningse Kurhaus en was hij van 1931 tot 1933 vaste gastdirigent van het Leipziger Rundfunkorchester. Van 1937 tot 1939 was hij, samen met Willem van Otterloo, chef-dirigent van het Utrechts Stedelijk Orkest. In 1942 werd hij vaste gastdirigent bij de Dresdner Philharmonie. Hij was daar al aangesteld tot chef-dirigent toen de oorlogsomstandigheden hem in 1944 noodzaakten uit te wijken naar Zwitserland, omdat hij vreesde anders door de nazi's te worden opgepakt.

### Late periode
In Zürich werkte Schuricht met het Orchestre de la Suisse Romande. In deze stad huwde hij met Maria Martha Banz. In de jaren die volgden trad hij in heel Europa op, onder meer bij de Salzburger Festspiele, het Holland Festival en de muziekfestivals van Luzern, Aix-en-Provence en Montreux. Hij ging geen verbintenissen als chef-dirigent meer aan, maar had wel langjarige contracten als gastdirigent, zoals met het Sinfonieorchester des Süddeutschen Rundfunks in Stuttgart (1950 - 1966). Ook leidde hij (als vervanger van Erich Kleiber) samen met André Cluytens de Wiener Philharmoniker tijdens hun eerste tournee door de Verenigde Staten in 1956. Daarnaast heeft hij ongeveer 150 plaatopnamen gemaakt.
Schuricht was geen dirigent met sterallures of autoritair gedrag zoals sommigen onder zijn tijdgenoten. Hij was geliefd bij de musici en het publiek. Hij stierf op 86-jarige leeftijd in zijn huis in Corseaux nabij Vevey in Zwitserland. Als ereburger van Wiesbaden werd hij in die stad begraven.

## Composities
Schurichts composities stammen uit zijn vroege jaren. Later concentreerde hij zich volledig op orkestdirectie.
- Op. 1: Pianosonate in f-mineur
- Op. 2: Herbst-Stücke voor piano en orkest
- Op. 3: Fünf Lieder
- Op. 4: Drei Präludien voor piano

## Eerbewijzen
- 1953: Großes Verdienstkreuz van de Bondsrepubliek Duitsland
- 1953: Ereburgerschap van de stad Wiesbaden